# France Éducation international
 (août 2025).
France Éducation international (FEI, prononcé [ɛf.ə.i]) est un établissement public français placé sous la tutelle directe du ministère de l'Éducation nationale.
Il a trois missions principales :
- fédérer et mobiliser la coopération internationale en éducation ;
- contribuer à l'ouverture internationale de la politique éducative française ;
- promouvoir l'enseignement et la diffusion du français à l'étranger.

L'organisme est créé en 1945 sous le nom de Centre international d'études pédagogiques (CIEP, prononcé [se.i.ə.pe]). Il adopte son nom actuel en juillet 2019.

## Localisation
Il est basé à Sèvres (Hauts-de-Seine) et il dispose d'une antenne à La Réunion, sur le campus de l'université de La Réunion, Le Tampon.

## Français langue étrangère (FLE)

### Programmes de mobilité
FEI gère :
- des programmes bilatéraux d'échange d'assistants de langue (en) (assistants étrangers de langue dans le système scolaire français et assistants de langue française dans des systèmes scolaires étrangers) ;
- des stages linguistiques pour les enseignants français ;
- des séjours professionnels de courte durée pour les enseignants de langue.

En outre, il participe au programme Conseil pour le développement du français en Louisiane (CODOFIL).

### Gestion de certifications de FLE: diplômes et tests
FEI assure la gestion pédagogique et administrative de dix-huit certifications en français langue étrangère en France et à l'étranger. Parmi les plus connues, on cite généralement :
- le diplôme initial de langue française (DILF) ;
- le diplôme d'études en langue française (DELF) et sa déclinaison scolaire ;
- le diplôme approfondi de langue française (DALF) ;
- le test de connaissance du français (TCF).

FEI est membre actif de l'Association of Language Testers in Europe (en) (ALTE).

### Formation des enseignants de FLE
FEI propose une offre de formation en FLE en présence (universités d'hiver et d'été BELC, les métiers du français dans le monde) ou à distance (dispositif de formation pédagogique PRO FLE). Il intervient en appui à l'enseignement bilingue francophone et auprès des départements universitaires de français.

### Activités de FLE en ligne
En 2013, FEI crée un ensemble d'activités de FLE sur Internet « Parlons français, c'est facile ! », accessible sur le site web de TV5 Monde.

### Labellisation des écoles de FLE
Il labellise des centres de français langue étrangère sur le territoire français (label Qualité FLE), développement d’une démarche qualité dans le réseau culturel français à l’étranger.

## Édition scientifique
FEI édite la Revue internationale d'éducation de Sèvres.

## Historique

### Évolution statutaire et contractualisation

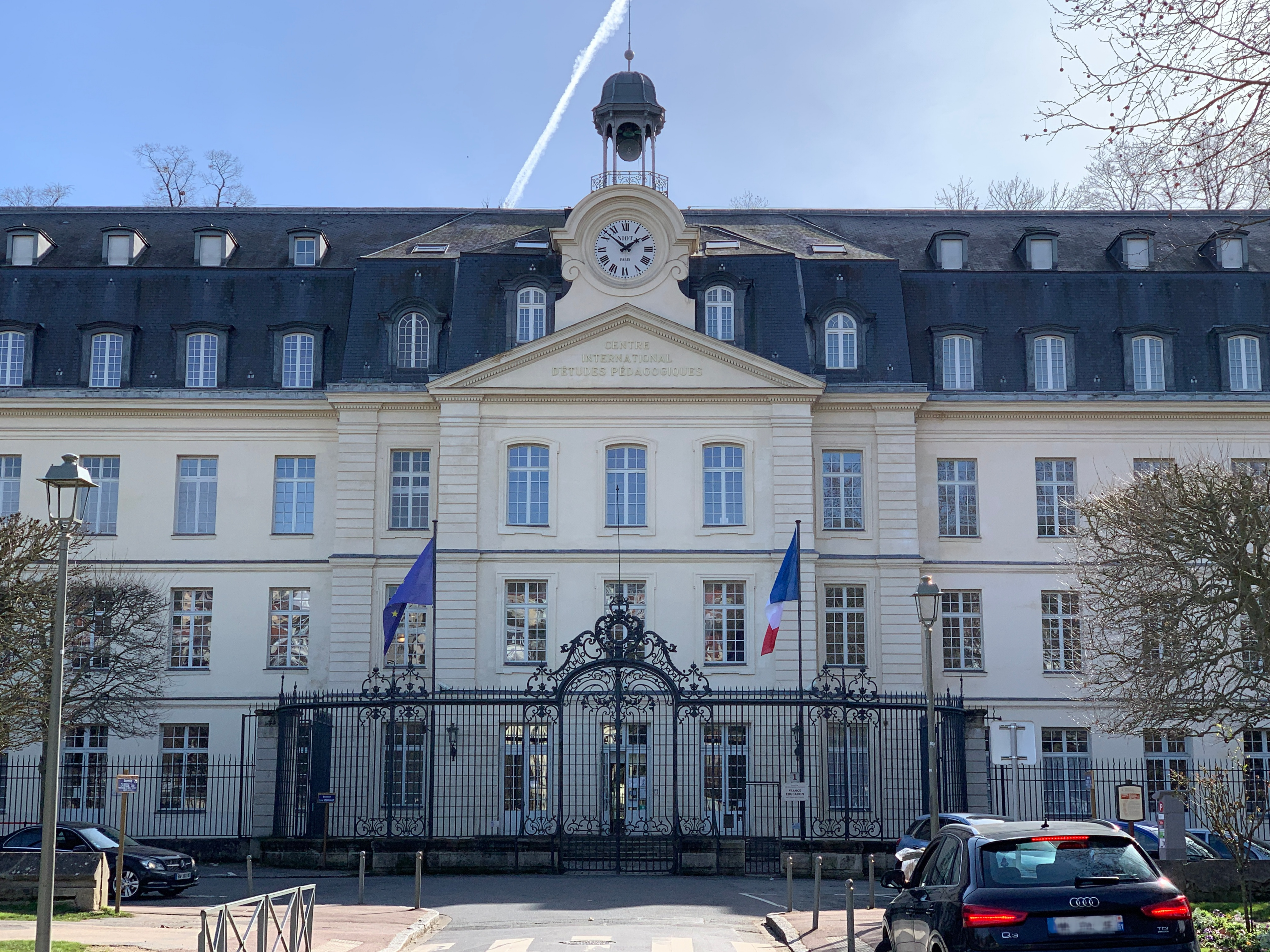
FEI a depuis sa création son siège à Sèvres, dans l'ancienne manufacture royale de porcelaine de Sèvres où il succède à l'École normale supérieure de jeunes filles, qui occupe les locaux de 1881 à 1940.

Le Centre international d'études pédagogiques, créé en 1945 à l'instigation de Gustave Monod, est d'abord un service extérieur du ministère de l'Éducation nationale, lié au lycée international pilote de Sèvres. En 1950, il devient une composante du Centre national de documentation pédagogique, puis en 1959 de l'Institut pédagogique national.
À partir de 1970, il est rattaché à l'Institut national de recherche pédagogique nouvellement fondé.
Les bâtiments de l'actuel lycée Jean-Pierre-Vernant ont aussi accueilli le CIEP.
Il dispose du statut d'établissement public de plein exercice depuis 1987. Le BELC, qui lui était rattaché depuis 1966, est totalement intégré au CIEP en déménageant de son siège initial Rue Lhomond à Paris en février 1994.

### Direction
Le CIEP a eu pour directeurs :
- 1945-1966 : Edmée Hatinguais
- 1967-1983 : Jean Auba
- 1983-1990 : Jeannine Feneuille (d)
- 1990-1994 : Michèle Sellier (d)
- 1994-1998 : Gilbert Léoutre (d)
- 1998-2000 : Christian Nique
- 2000-2006 : Albert Prévos
- 2006-2007 : Nicole Bensoussan (d)
- 2007-2010 : Tristan Lecoq (d)
- 2010 : Roger Pilhion (d) (intérim)
- 2010-2014 : François Perret
- 2014-2017 : Daniel Assouline (d)
- 2017-2018 : Stéphane Foin (intérim)
- 2018-2023 : Pierre-François Mourier, conseiller d'État, ancien ambassadeur de France en Slovénie[11]
- 2023-2024 : Hervé Ferrage (d) (intérim)
- 2024 : Olivier Brandouy (d), universitaire, économiste, ancien recteur  d'académie[12]

parmi les directeurs adjoints
- 1981-1987 : Pierre Alexandre (d)
- 1987-1998 : Francis Debyser, directeur du BELC de 1967 à 1987
- 1998-1999 : Martine Abdallah-Pretceille
- 2001-2014 : Roger Pilhion (d)
- 2014-2015 : Bertrand Commelin (d)
- 2015-2021 : Stéphane Foin
- 2021- : Hervé Ferrage (d)

### Les présidents
Ont été désignés présidents du conseil d'administration du CIEP :
- 1987-1996 : Alain Lancelot[13]
- 1996-1998 : Jacques Béguin[14]
- 1998-2005 : Jean Musitelli[15]
- 2005-2008 : Suzy Halimi (d)[16]
- 2008-2011 : Catherine Colonna[17]
- 2011-2017 : Philippe Étienne[17]
- 2017-2020 : Yves Saint-Geours[18]
- 2020-2023 : Anne-Marie Descôtes[19]
- 2023- : Christophe Bouchard (d)[20]